# Клок, Ханс
Ханс Клок или Ганс Клок (англ. Hans Klok; род. 22 февраля 1969, Пюрмеренд, Нидерланды) — знаменитый голландский и американский иллюзионист, маг, гипнотизёр, известен благодаря зрелищным иллюзиям.
Ханса Клока называют «самым быстрым магом в мире» и «Летучим голландцем» (за скорость исполнения трюков). Последний громкий трюк Ханс Клок исполнил в прямом эфире по предложению ФИФА при трансляции жеребьёвки стран-участниц чемпионата мира по футболу 2006 года в Германии. Более 500 миллионов человек в 152 странах мира видели, как Ханс заставил исчезнуть и через несколько мгновений появиться вновь Кубок мира по футболу.
В 2012 году в рамках своего тура The Houdini Experience в Великобритании Ханс Клок стал гостем телевизионного шоу BBC The Magicians, во время которого он превысил собственный мировой рекорд по количеству иллюзий, выполненных за 5 минут.